# Pluskwiaki Islandii
Pluskwiaki Islandii, hemipterofauna Islandii – ogół taksonów owadów z rzędu pluskwiaków (Hemiptera), których występowanie stwierdzono na terenie Islandii.

## Piewiki(Auchenorrhyncha)

### Cykadokształtne(Cicadomorpha)

#### Pienikowate(Aphrophoridae)
Z Islandii wykazano:
- Philaenus spumarius – pienik ślinianka

#### Skoczkowate, bezrąbkowate (Cicadellidae)
Z Islandii wykazano:
- Cicadula quadrinotata
- Jassargus pseudocellaris
- Macrosteles laevis – skoczek sześciorek
- Ribautiana ulmi

### Fulgorokształtne(Fulgoromorpha)

#### Szydlakowate(Delphacidae)
Z Islandii wykazano:
- Javesella pellucida – szydlak trawnik, skoczek trawnik

## Pluskwiaki różnoskrzydłe(Heteroptera)

### Cimicomorpha

#### Dziubałkowate(Anthocoridae)
Z Islandii wykazano:
- Lyctocoris campestris

#### Microphysidae
Z Islandii wykazano:
- Myrmedobia exilis

#### Pluskwowate(Cimicidae)
Z Islandii wykazano:
- Cimex lectularius – pluskwa domowa

#### Prześwietlikowate(Tingidae)
Z Islandii wykazano:
- Acalypta nigrina – jatlica zaokrąglona

#### Tasznikowate(Miridae)
Z Islandii wykazano:
- Pachytomella parallela – czernidlak równobok
- Teratocoris saundersi

### Leptopodomorpha

#### Nabrzeżkowate(Saldidae)
Z Islandii wykazano:
- Salda littoralis

### Pentatomomorpha

#### Puklicowate(Acanthosomatidae)
Z Islandii wykazano:
- Cyphostethus tristriatus – jarzmiec jałowcówka

#### Zwińcowate(Lygaeidae)
Z Islandii wykazano:
- Nysius groenlandicus

### Pluskwiaki wodne właściwe(Nepomorpha)

#### Wioślakowate(Corixidae)
Z Islandii wykazano:
- Arctocorisa carinata

## Piersiodziobe(Sternorrhyncha)

### Czerwce(Coccinea)

#### Eriococcidae
Z Islandii wykazano:
- Rhizococcus granulatus

#### Tarcznikowate(Diaspididae)
Z Islandii wykazano:
- Chionaspis salicis
- Pinnaspis aspidistrae

#### Wełnowcowate(Pseudococcidae)
Z Islandii wykazano:
- Peliococcus venustus
- Trionymus incertus
- Trionymus thulensis

#### Zabielicowate(Ortheziidae)
Z Islandii wykazano:
- Arctorthezia cataphracta

### Koliszki(Psylliformes)

#### Miodówkowate(Psyllidae)
Na Islandii stwierdzono występowanie jednego, nieoznaczonego gatunku.

### Mączliki(Aleyrodomorpha)

#### Mączlikowate(Aleyrodidae)
Z Islandii wykazano:
- Trialeurodes vaporariorum – mączlik szklarniowy (oznaczenie niepewne)

### Mszyce(Aphidomorpha)

#### Bawełnicowate(Eriosomatidae)
Z Islandii wykazano:
- Aploneura lentisci
- Colopha compressa – bawełnica wiązowo-turzycowa
- Pemphigus groenlandicus crassicornis
- Pemphigus saliciradicis
- Schizoneura ulmi
- Thecabius affinis

#### Miodownicowate(Lachnidae)
Z Islandii wykazano:
- Cinara pilicornis

#### Mszycowate(Aphididae)
Z Islandii wykazano:
- Acyrthosiphon auctum
- Acyrthosiphon boreale
- Acyrthosiphon brachysiphon
- Acyrthosiphon malvae
- Acyrthosiphon pisum
- Aphis atuberculata
- Aulacorthum solani
- Betulaphis brevipilosa
- Betulaphis quadrituberculata
- Brachycaudus helichrysi
- Brevicoryne brassicae
- Cavariella aegopodii
- Cavariella archangelicae
- Cavariella konoi
- Coloradoa rufomaculata
- Cryptomyzus galeopsidis
- Dysaphis maritima
- Elatobium abietinum
- Ericaphis latifrons
- Euceraphis punctipennis
- Hyperomyzus rhinanthi
- Jacksonia papillata
- Macrosiphum avenae
- Macrosiphum cholodkovskyi
- Macrosiphum euphorbiae
- Metopolophium dirhodum
- Metopolophium festucae
- Myzodium modestum
- Myzus ascalonicus
- Myzus persicae
- Myzus polaris
- Nasonovia compositellae
- Neonasonovia boerneri thorsteinni
- Pterocomma rufipes
- Rhophalosiphoninus staphyleae
- Rophalosiphum padi
- Schizaphis graminum
- Schizaphis priori
- Schizaphis rufula
- Thripsaphis thripsoides
- Thripsaphis vibei arctica
- Thuleaphis acaudatus

#### Ochojnikowate(Adelgidae)
Z Islandii wykazano:
- Pineus pini